# Акгул Аманмурадова
Акгул Аманмурадова  е професионална тенисистка от Узбекистан. Тя започва професионалната си кариера през 2000 г.
Акгул Аманмурадова държи рекорда за най-висока тенисистка в съвременния женски тенис със своя ръст от 1,90 см, който специалистите определят като качество, определящо силните и спортно-технически качества. За първи път през 2001 г., тенисистката от Узбекистан участва на силен турнир от календара на Международната тенис-асоциация (ITF) в родния си град Ташкент.
На силния международен турнир „Ташкен Оупън“, Акгул Аманмурадова регистрира две поражения във финалните двубои през 2005 и 2009 г. През 2005 г., тя губи от холандската тийнейджърка Михаела Крайчек в три сета с резултат 6:0, 4:6, 6:3, след като преди това е отстранила безапелационно в различните фази на турнира: Альона Бондаренко, Галина Воскобоева, Елена Веснина и Мария Елена Камерин. През същата година, узбекистанската тенисистка участва за първи път в турнир от Големия шлем — „Откритото първенство на Австралия“. В края на календарната година тя за първи път попада в Топ 200 на Световната ранглиста на женския тенис.
На 20 август 2007 г., след поредното оповестяване на класацията на Женската тенис-асоциация (WTA) за първи път представителката на Узбекистан попада сред най-добрите сто състезателки. В края на месец март през същата година, Акгул Аманмурадова печели и осмата си шампиоска титла от календара на Международната тенис-асоциация. Това се случва на турнира в индийския град Мумбай, където във финалния мач побеждава представителката на Швейцария Щефани Фьогеле.
На 15 юни 2009 г., Акгул Аманмурадова печели своята първа титла на двойки от календара на Женската тенис-асоцияция (WTA). В този финален двубой, узбекистанската тенисистка си партнира с японката Ай Сугияма, заедно с която сломяват съпротивата на австралийския дует Саманта Стосър и Рене Стъбс с категоричния резултат 6:4, 6:3.